# Ада, Иоанн Лику
Иоанн Лику Ада (индон. Johannes Liku Ada, 22 декабря 1948 года, Индонезия) — католический прелат, архиепископ Макасара с 11 ноября 1994 года.

## Биография
21 января 1975 года Иоанн Лику Ада был рукоположён в священника.
11 октября 1991 года Римский папа Иоанн Павел II назначил Иоанна Лику Аду вспомогательным епископом архиепархии Уджунг-Панданга и титулярным епископом Аманции. 2 февраля 1992 года состоялось рукоположение Иоанна Лику Ады в епископа, которое совершил архиепископ Уджунг-Панданга Францискус ван Россель в сослужении с архиепископом Семаранга Юлием Рияди Дармаатмаджой и епископом Манадо Иосифом Теодором Суватаном.
11 ноября 1994 года Иоанн Лику Ада был назначен архиепископом Уджунг-Паданга.

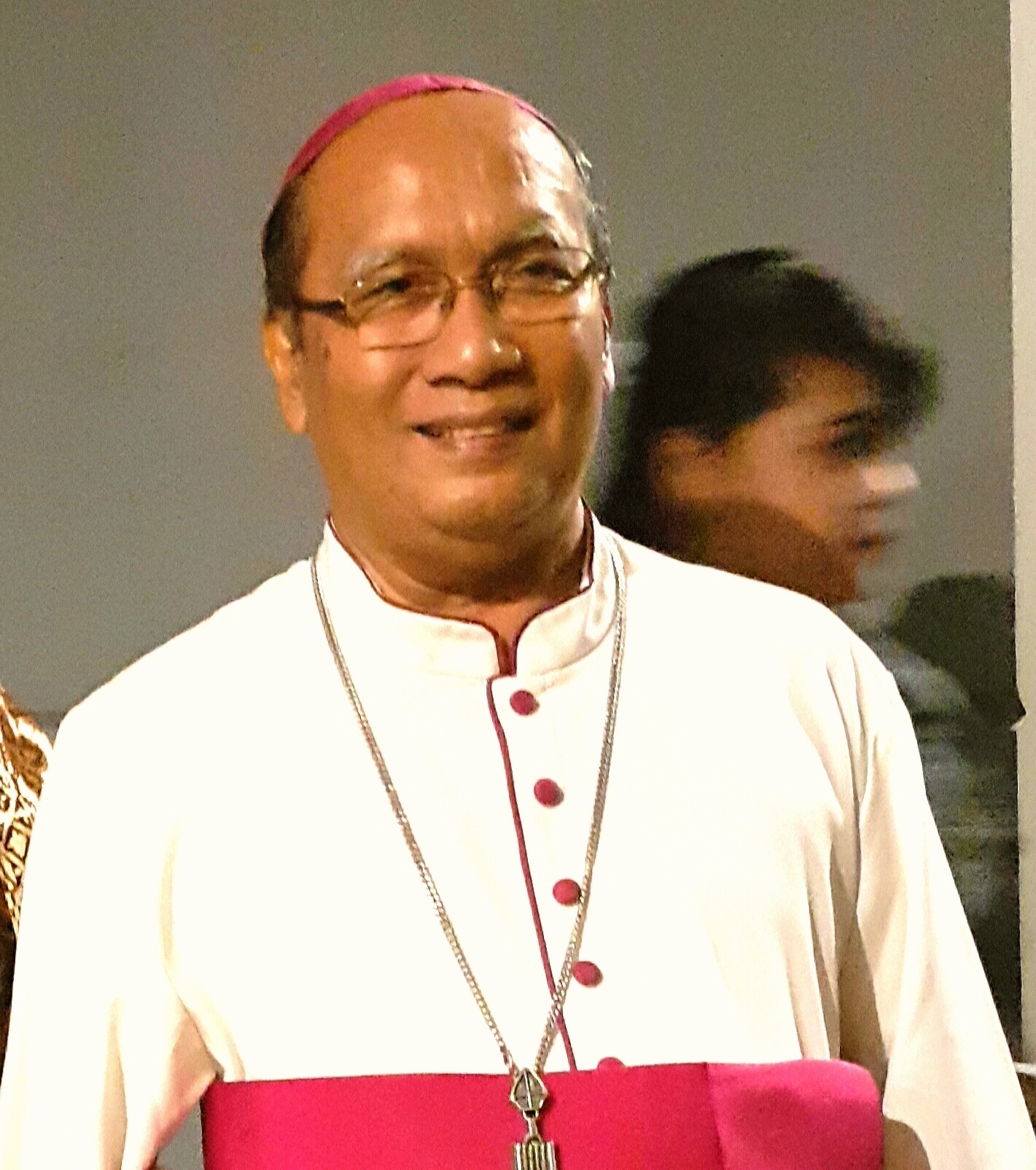
Ада, Иоанн Лику